# Parafia Najświętszej Maryi Panny Matki Kościoła w Tczewie
Parafia NMP Matki Kościoła w Tczewie – rzymskokatolicka parafia położona w  Tczewie na osiedlu Bajkowym.

## Historia
Parafia znajduje się w Tczewie, w powiecie tczewskim, w województwie pomorskim. Powstała w 1980. Parafia jest siedzibą dekanatu tczewskiego.  

## Zasięg parafii
- Ulice:  Akacjowa, Andersa, Andersena, Al. Kociewska, Al. Solidarności, Armii Krajowej, Batorego, Brzechwy, Brzozowa, Czerwonego Kapturka, Gryfa Pomorskiego, H. Hass, Jagiellońska, Jagiełły, Jagiellończyka, Jarzębinowa, Jasia i Małgosi, Jaworowa, Jodłowa, Jurgo, Korczaka, Kasztanowa, Kilińskiego, Królowej Bony, Królowej Marysieńki, Kubusia Puchatka, Lotnicza, Piotrowo, Rejtana, Rokicka, Sikorskiego, Suchostrzycka, Suchostrzygi-dworzec, Tetmajera, Topolowa, Traugutta, Wigury, Zygmunta Starego, Żwirki.

## Proboszczowie
- ks. prałat Stanisław Hieronim Cieniewicz (1980–2015)
- ks. kanonik Jacek Spychalski (od 2015)